# Maison-Ponthieu
Pour les articles homonymes, voir Maison (homonymie).
Maison-Ponthieu est une commune française située dans le département de la Somme en région Hauts-de-France.
Depuis juillet 2020, la commune fait partie du parc naturel régional Baie de Somme - Picardie maritime.

## Géographie

### Localisation
Maison-Ponthieu est un village picard du Ponthieu. 
Limitrophe d'Auxi-le-Château, la localité est située à 19 km au sud d'Hesdin-la-Forêt, 19 km au nord-est d'Abbeville et à 39 km au nord-ouest d'Amiens à vol d'oiseau.
Le territoire de la commune est limitrophe de ceux de sept communes.
Les communes limitrophes sont Neuilly-le-Dien, Yvrench, Auxi-le-Château, Conteville, Gueschart, Hiermont et Noyelles-en-Chaussée.

### Sol, sous-sol, relief, hydrologie
Le sol est de formations Tertiaire et Quaternaire. Si sa nature est plutôt généralement argileuse, elle devient argilo-sablonneuse vers Noyelles-en-Chaussée,.
Sous les 30 cm de terre végétale se trouvent la glaise, la marne ou le sable.
Le relief est généralement plat. Cependant, entre le chef-lieu et son annexe Saint-Lot, un vallon, nommé « fossé des eaux sauvages », anime le territoire. Il conduit les eaux de ruissellement jusqu'à l'Authie à Vitz-sur-Authie en passant par Acquet.
Une eau de bonne qualité peut être puisée à 40 m de profondeur. Des mares privées ou publiques pourvoient aux besoins des animaux.

### Hydrographie

#### Réseau hydrographique
La commune est située dans le bassin Artois-Picardie. Elle est drainée par le fossé des Eaux Sauvages.

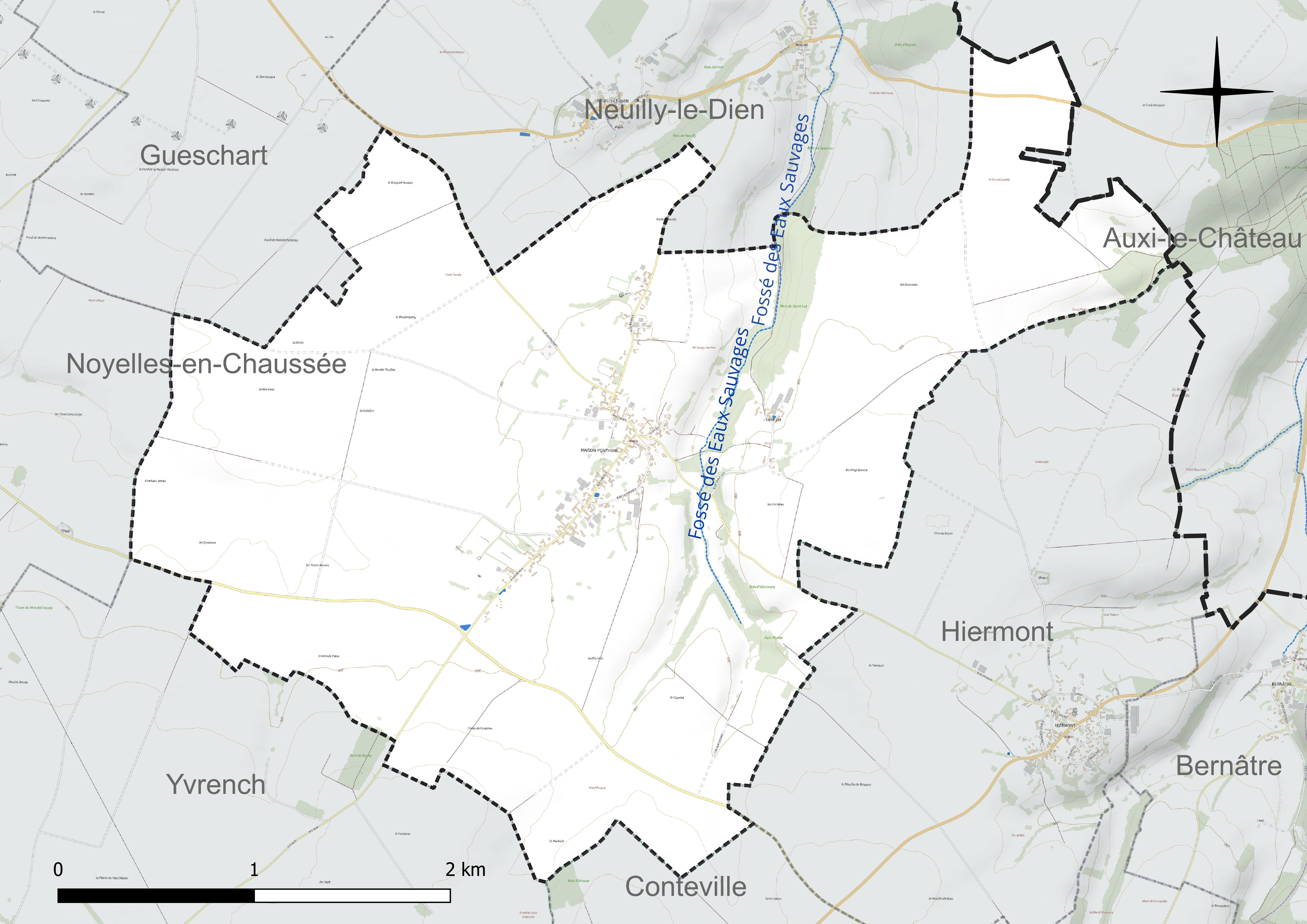
Réseau hydrographique de Maison-Ponthieu.

#### Gestion et qualité des eaux
Le territoire communal est couvert par le schéma d'aménagement et de gestion des eaux (SAGE) « Authie ». Ce document de planification concerne un territoire de 1 253 km2 de superficie, délimité par le bassin versant de l'Authie. Le périmètre a été arrêté le 5 août 1999 et le SAGE proprement dit est, en 2024, en cours d'élaboration. La structure porteuse de l'élaboration et de la mise en œuvre est le syndicat mixte Canche Et Authie.
La qualité des cours d'eau peut être consultée sur un site dédié géré par les agences de l'eau et l'Agence française pour la biodiversité.

### Climat
Pour des articles plus généraux, voir Climat des Hauts-de-France et Climat de la Somme.
En 2010, le climat de la commune est de type climat océanique altéré, selon une étude du CNRS s'appuyant sur une série de données couvrant la période 1971-2000. En 2020, Météo-France publie une typologie des climats de la France métropolitaine dans laquelle la commune est exposée à un climat océanique et est dans la région climatique Côtes de la Manche orientale, caractérisée par un faible ensoleillement (1 550 h/an) ; forte humidité de l'air (plus de 20 h/jour avec humidité relative > 80 % en hiver), vents forts fréquents.
Pour la période 1971-2000, la température annuelle moyenne est de 10,3 °C, avec une amplitude thermique annuelle de 13,5 °C. Le cumul annuel moyen de précipitations est de 868 mm, avec 13,3 jours de précipitations en janvier et 9 jours en juillet. Pour la période 1991-2020, la température moyenne annuelle observée sur la station météorologique la plus proche, située sur la commune de Bernaville à 12 km à vol d'oiseau, est de 10,4 °C et le cumul annuel moyen de précipitations est de 877,3 mm,. Pour l'avenir, les paramètres climatiques de la commune estimés pour 2050 selon différents scénarios d'émission de gaz à effet de serre sont consultables sur un site dédié publié par Météo-France en novembre 2022.

## Urbanisme

### Typologie
Au 1er janvier 2024, Maison-Ponthieu est catégorisée commune rurale à habitat dispersé, selon la nouvelle grille communale de densité à sept niveaux définie par l'Insee en 2022.
Elle est située hors unité urbaine. Par ailleurs la commune fait partie de l'aire d'attraction d'Abbeville, dont elle est une commune de la couronne,. Cette aire, qui regroupe 73 communes, est catégorisée dans les aires de 50 000 à moins de 200 000 habitants,.

### Occupation des sols
L'occupation des sols de la commune, telle qu'elle ressort de la base de données européenne d'occupation biophysique des sols Corine Land Cover (CLC), est marquée par l'importance des territoires agricoles (93,8 % en 2018), une proportion identique à celle de 1990 (93,8 %). La répartition détaillée en 2018 est la suivante : 
terres arables (81,3 %), prairies (12,4 %), forêts (3,2 %), zones urbanisées (3 %). L'évolution de l'occupation des sols de la commune et de ses infrastructures peut être observée sur les différentes représentations cartographiques du territoire : la carte de Cassini (XVIIIe siècle), la carte d'état-major (1820-1866) et les cartes ou photos aériennes de l'IGN pour la période actuelle (1950 à aujourd'hui).

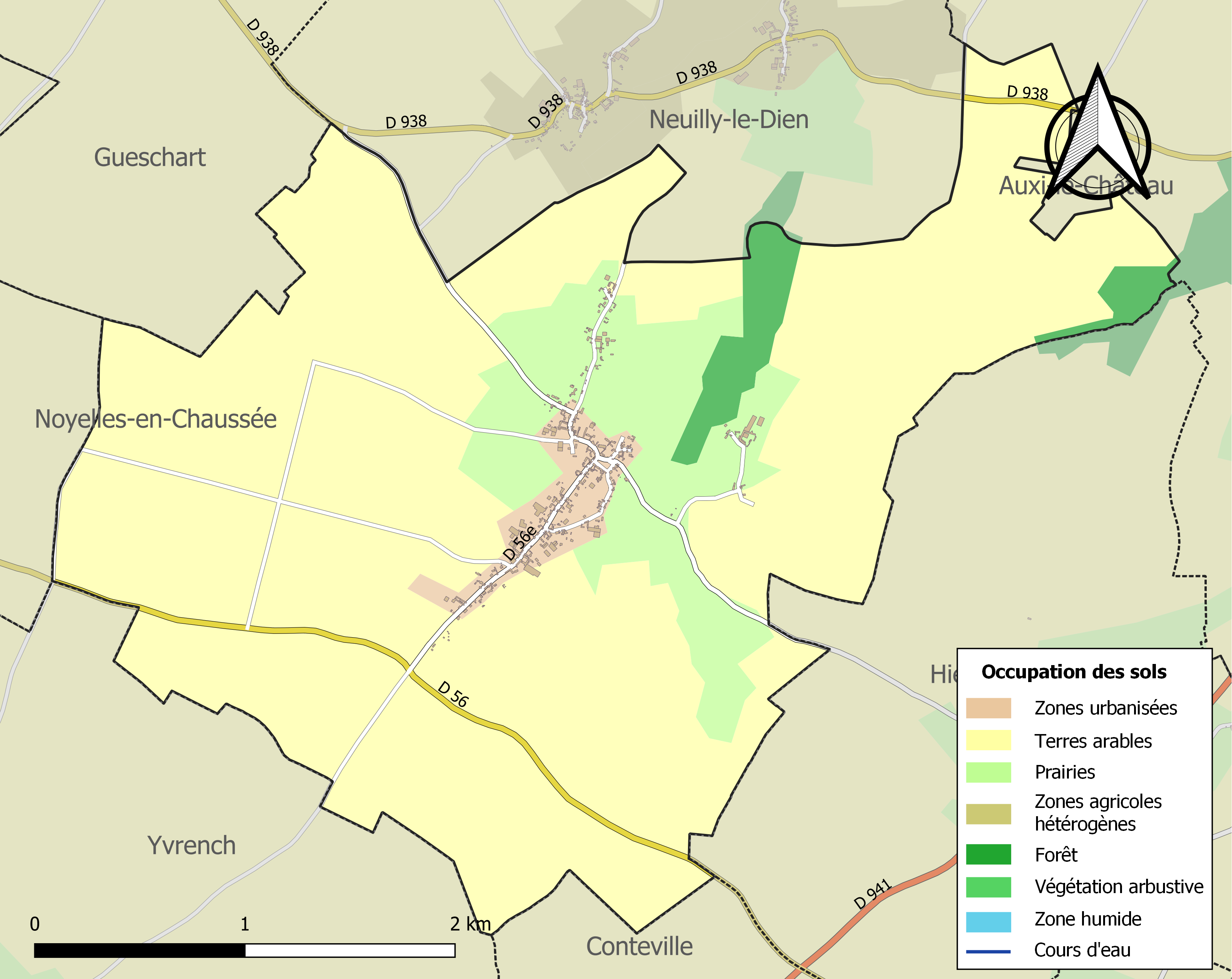
Carte des infrastructures et de l'occupation des sols de la commune en 2018 (CLC).

### Voies de communication et transports
Maison-Ponthieu est un village essentiellement agricole, à l'écart de grandes voies de communication.
La localité est desservie par les lignes de bus du réseau Trans'80, chaque jour de la semaine, sauf le dimanche.

## Toponymie
Maisuns est cité en 1199, par Guillaume du Chatel, Cocheris. Dans le cartulaire de Fouilloy, de Raoul, comte de Ponthieu, en 1211, Maisons est mentionné. Dès 1301, c'est Maison-en-Ponthieu qui est relevé dans le pouillé.
Le mot “Maison”, que l'on retrouve dans plusieurs noms de villages comme Maison-Ponthieu ou Maison-Roland, désignait une exploitation rurale. Le mot est dérivé du latin Mansus. Les comtes de Ponthieu avaient une « maison de plaisance » dans la localité. Ce qui pourrait expliquer l'origine du nom du village.

## Histoire
Des fragments de poteries gallo-romaines, trouvés sur le territoire communal, attestent d'une présence humaine remontant au moins à la période antique.
La seigneurie est détenue par Pépin de Wierre, seigneur du lieu en 1370, et sa famille, De Wierre de Maison, jusqu'en 1540.
En 1647, l'armée espagnole fait des ravages dans le Ponthieu. Les habitants du village, comme ceux d'Hiermont, Maison-Roland, Domléger et Lanches-Saint-Hilaire sont obligés de creuser des souterrains pour leur servir de muches.
Si l'église existait déjà auparavant, son existence officielle n'est matérialisée que par un document datant de 1660.
Depuis au moins 1704, le village dispose d'une école.
1849 : Comme dans toutes les communes de France, la population masculine majeure peut, pour la première fois, aller voter grâce à l'instauration du suffrage universel. Voici la répartition, en nombre, de quelques-uns des patronymes des 237 électeurs,(saisie non exhaustive) :
| Alexandre | Billoré | Bertré | Cossin | Delabroye | Dufestel | Gambier | Lenoir |
| 4         | 5       | 4      | 4      | 5         | 3        | 10      | 6      |

En 1899, le village compte 115 chevaux, 438 bovins (dont 192 vaches laitières), 451 moutons, 500 porcs, 51 chèvres, et 3 ânes. L'artisanat local est représenté par 2 maréchaux, 1 charron, 2 menuisiers, 1 couvreur, 3 maçons, et 1 bourrelier. Si le village a autrefois disposé de deux moulins à vent, ils ont, à cette époque, complètement disparu.
Pendant la Seconde Guerre mondiale, le poste de commandement de la 7e batterie allemande se tenait  dans le village. Il gérait le tir des V1 vers l'Angleterre.
Le 15 janvier 2014, le clocher de l'église, datant des XVIe et XVIIe siècles s'effondre.

## Politique et administration
| Période                                  | Période                      | Identité        | Étiquette | Qualité |
| ---------------------------------------- | ---------------------------- | --------------- | --------- | ------- |
| Les données manquantes sont à compléter. |                              |                 |           |         |
| avant 1981                               |                              | Maurice Bacon   | PCF       |         |
| Les données manquantes sont à compléter. |                              |                 |           |         |
| mars 2001                                | 2008                         | Joël Momelle    |           |         |
| mars 2008                                | 2020                         | Pierre Fabre    |           |         |
| 2020                                     | En cours (au 8 octobre 2020) | Antoine Bacquet |           |         |

## Population et société

### Démographie
L'évolution du nombre d'habitants est connue à travers les recensements de la population effectués dans la commune depuis 1793. Pour les communes de moins de 10 000 habitants, une enquête de recensement portant sur toute la population est réalisée tous les cinq ans, les populations de référence des années intermédiaires étant quant à elles estimées par interpolation ou extrapolation. Pour la commune, le premier recensement exhaustif entrant dans le cadre du nouveau dispositif a été réalisé en 2008.

En 2022, la commune comptait 285 habitants, en évolution de +7,14 % par rapport à 2016 (Somme : −1,26 %, France hors Mayotte : +2,11 %).
| 1793 | 1800 | 1806 | 1821 | 1831 | 1836 | 1841 | 1846 | 1851 |
| ---- | ---- | ---- | ---- | ---- | ---- | ---- | ---- | ---- |
| 619  | 605  | 658  | 609  | 713  | 762  | 766  | 763  | 765  |

| 1856 | 1861 | 1866 | 1872 | 1876 | 1881 | 1886 | 1891 | 1896 |
| ---- | ---- | ---- | ---- | ---- | ---- | ---- | ---- | ---- |
| 746  | 786  | 755  | 728  | 689  | 562  | 515  | 549  | 529  |

| 1901 | 1906 | 1911 | 1921 | 1926 | 1931 | 1936 | 1946 | 1954 |
| ---- | ---- | ---- | ---- | ---- | ---- | ---- | ---- | ---- |
| 516  | 504  | 516  | 441  | 407  | 445  | 438  | 382  | 401  |

| 1962 | 1968 | 1975 | 1982 | 1990 | 1999 | 2006 | 2008 | 2013 |
| ---- | ---- | ---- | ---- | ---- | ---- | ---- | ---- | ---- |
| 397  | 348  | 301  | 252  | 273  | 278  | 277  | 277  | 265  |

| 2018 | 2022 | - | - | - | - | - | - | - |
| ---- | ---- | - | - | - | - | - | - | - |
| 282  | 285  | - | - | - | - | - | - | - |

### Enseignement
La commune fait partie d'un regroupement pédagogique avec Yvrench jusqu'en juin 2019.
En septembre 2019, les élèves relèvent du regroupement concentré à Gueschart.
La compétence scolaire est assurée par la communauté de communes.

## Culture locale et patrimoine

### Sites et monuments

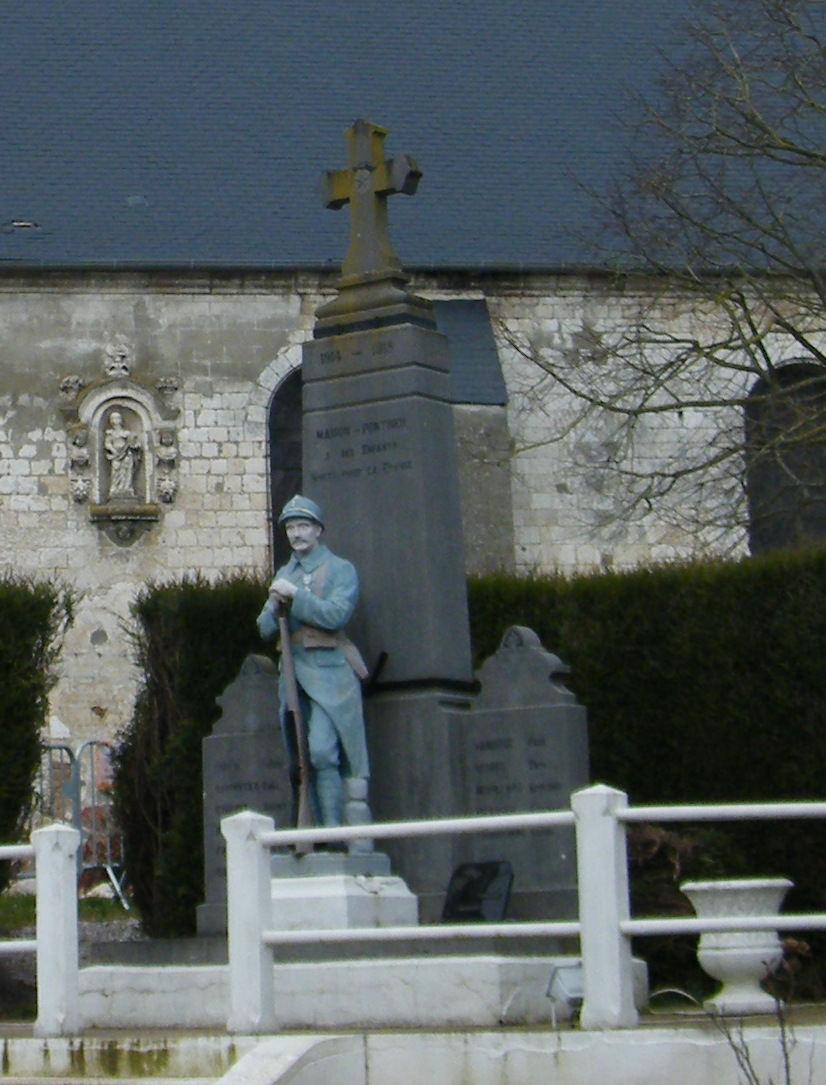
Le monument aux morts pour la patrie.
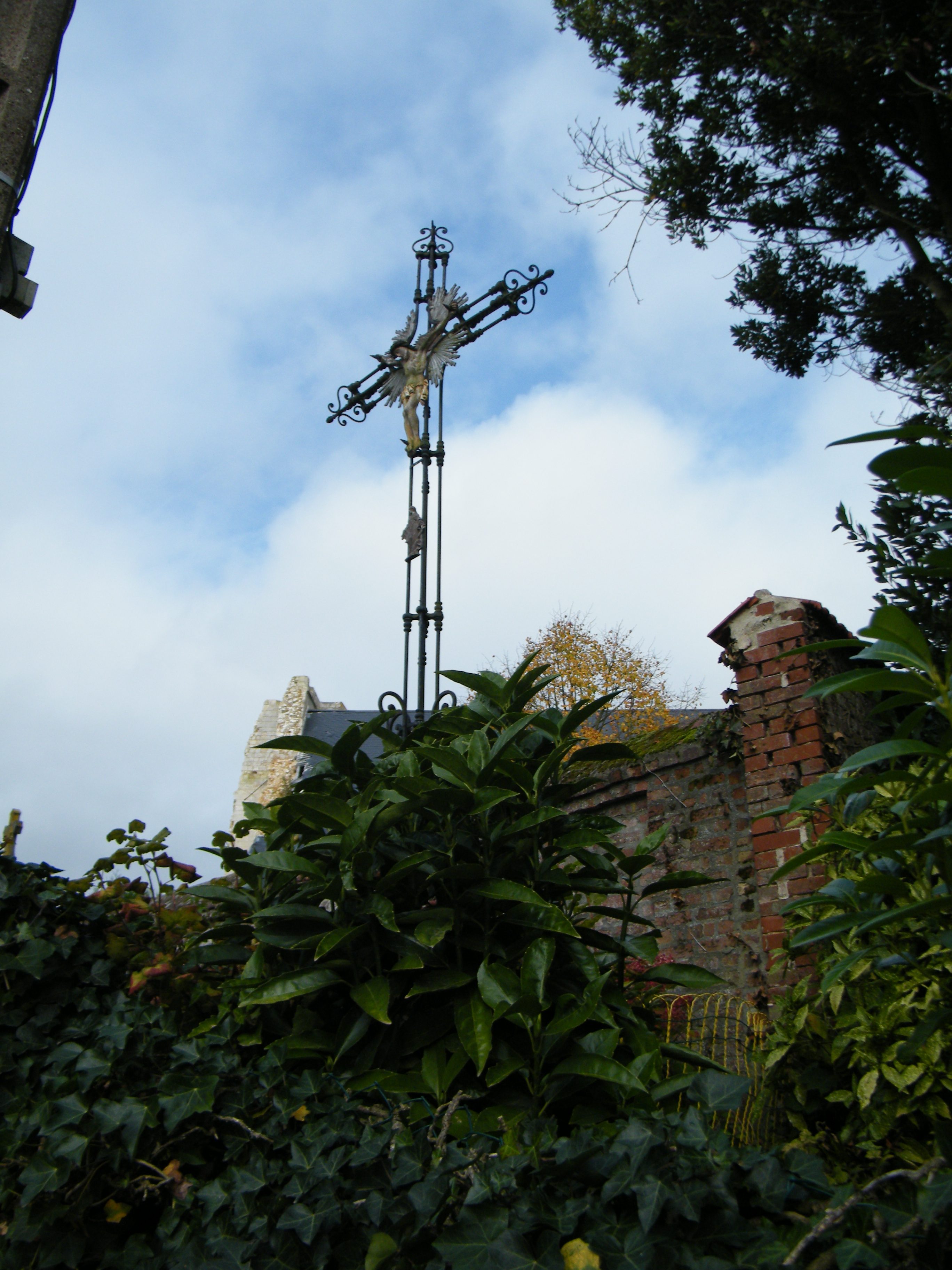
Calvaire près de l'église.
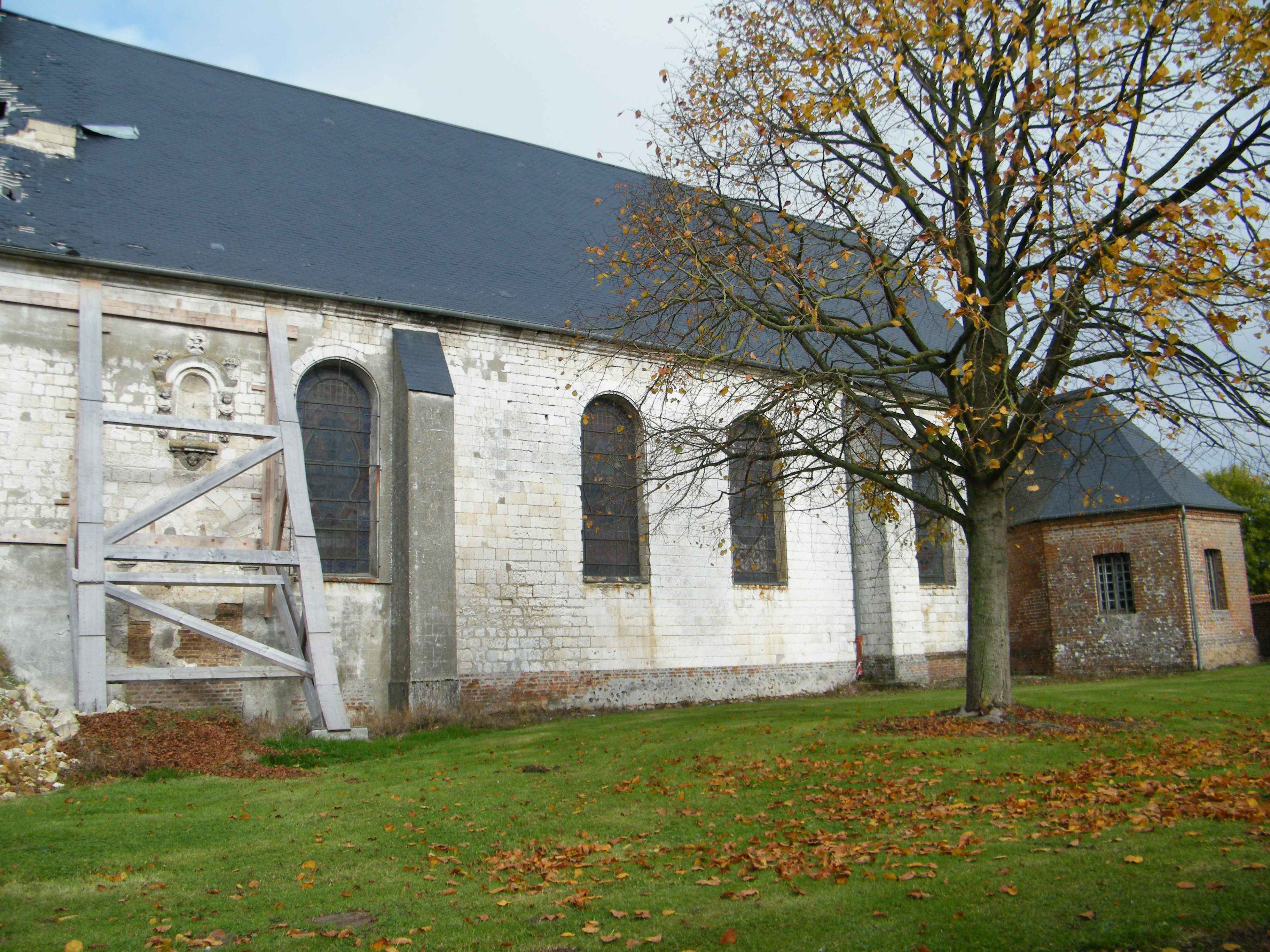
La partie épargnée de l'église.
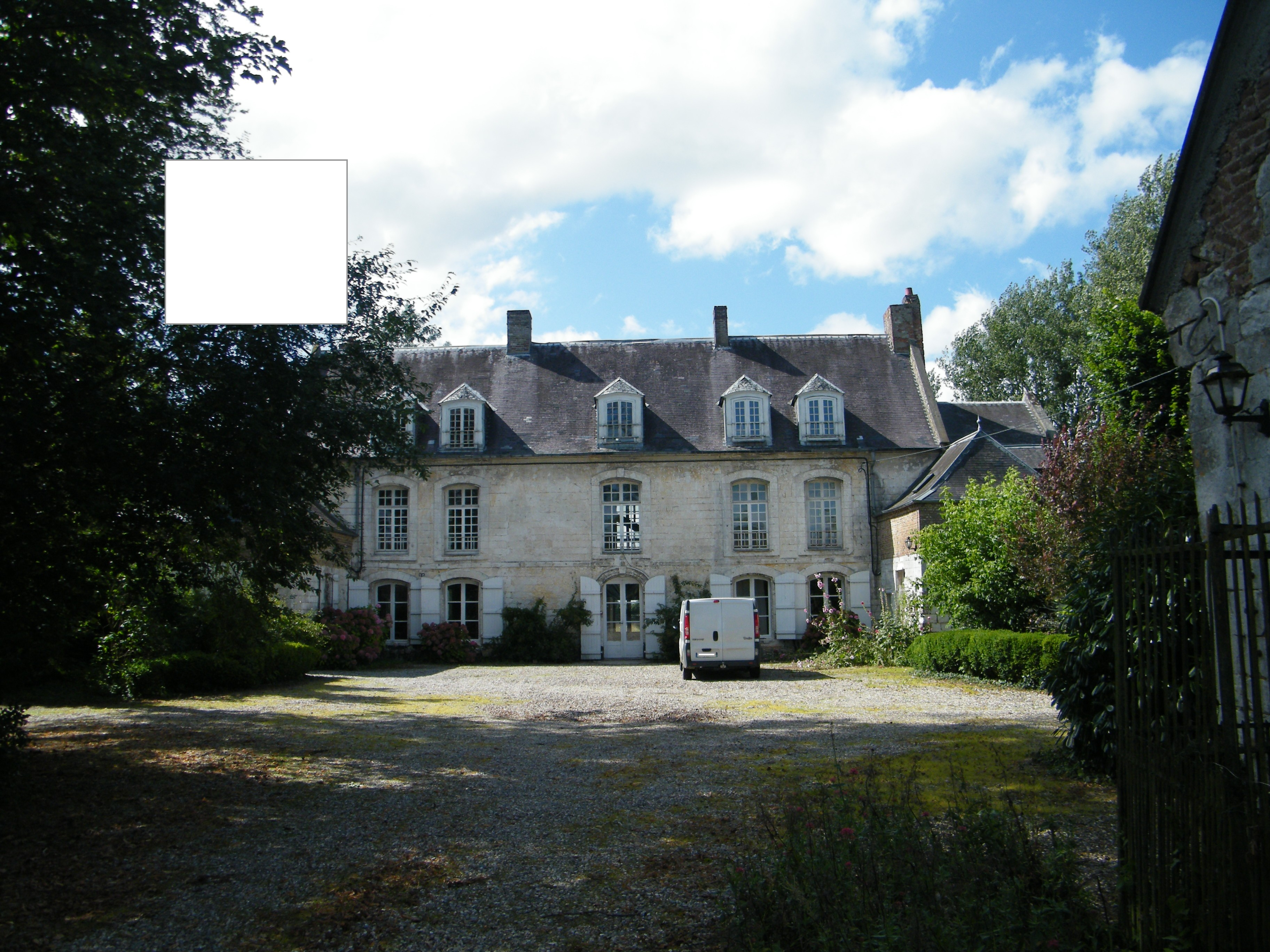
Architecture locale.

- Église Notre-Dame-de-l'Assomption. Le clocher s'est effondré le 15 janvier 2014. Les travaux de reconstruction commencent en 2025[36].
- Base de lancement de V1, datant de la Seconde Guerre mondiale.

### Héraldique
| Blason de Maison-Ponthieu | Blason  | D'argent au sautoir de gueules chargé de quatre besants d'argent et cantonné de quatre lionceaux de sable ; au chef d'or chargé de trois bandes d'azur et à la bordure de gueules. |
| Blason de Maison-Ponthieu | Détails | Le blason reprend le blason de la famille De Wierre, seigneurs du lieu, et ajoute un chef évoquant le Ponthieu. Utilisé par la commune, le statut officiel reste à déterminer.     |